# Beigestrupig trädklättrare
Beigestrupig trädklättrare (Xiphorhynchus guttatus) är en fågel i familjen ugnfåglar inom ordningen tättingar. Den förekommer i skogar och skogsbryn i östra Sydamerika. Beståndet anses vara livskraftigt.

## Utseende och läte
Beigestrupig trädklättrare är en stor trädklättrare med en kraftig och rätt lång näbb. Fjäderdräkten är rödbrun med beigefärgade streck på huvud och bröst. Den beigefärgade strupen som gett den sitt namn är ofta svår att se. Arten är mycket ljudlig med utdragna stigande och fallande serier med fylliga toner.

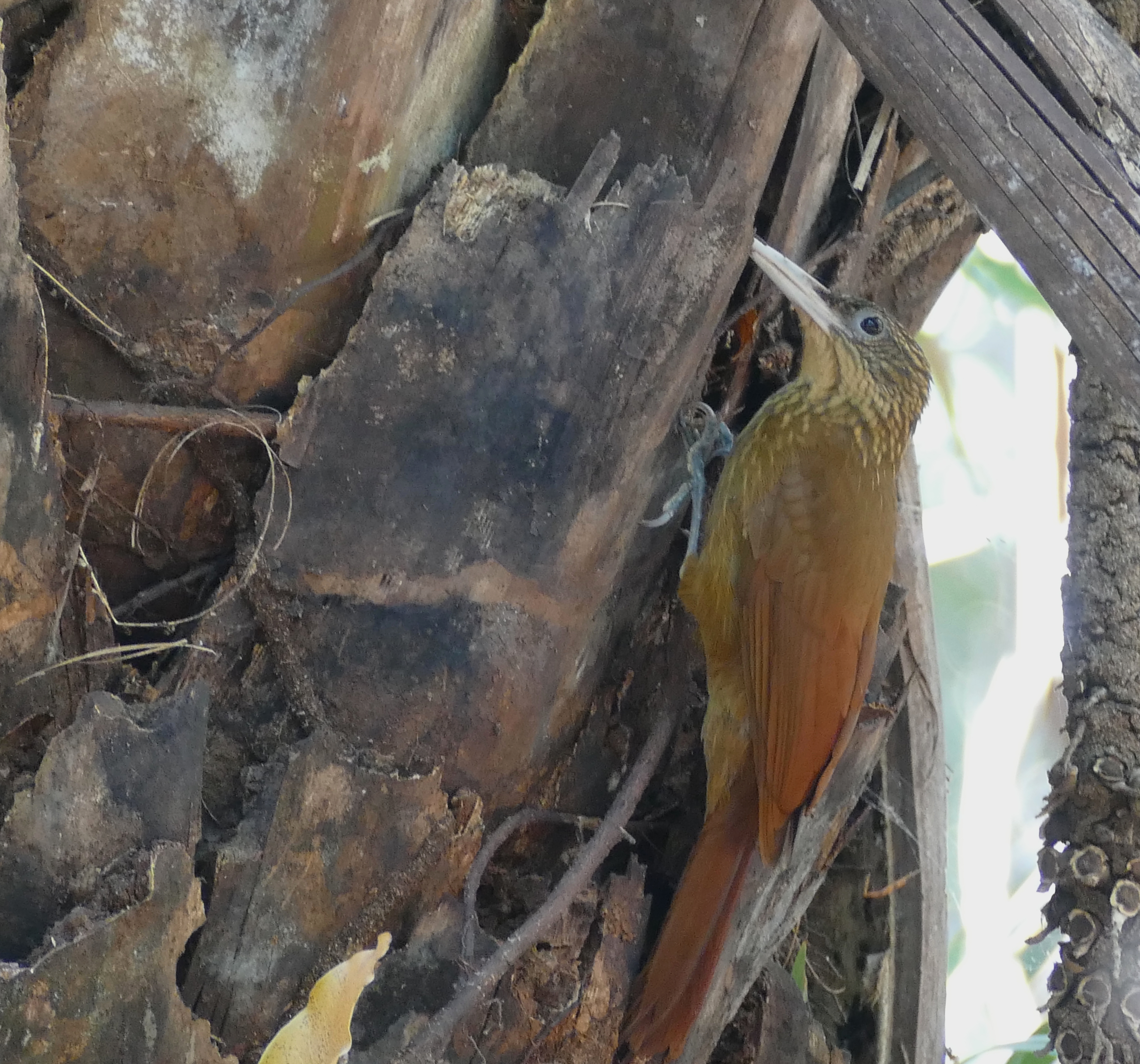

## Utbredning och systematik
Beigestrupig trädklättrare förekommer i östra Sydamerika, från östra Colombia till nordöstra Bolivia och Brasilien. Den delas in i åtta underarter med följande utbredning:
- guttatus-gruppen
  - Xiphorhynchus guttatus polystictus – förekommer från östra Colombia till Guyana och nordligaste Brasilien
  - Xiphorhynchus guttatus connectens – förekommer i nordvästra Amazonområdet i Brasilien, norr om Amazonfloden (från Manaus till Amapá)
  - Xiphorhynchus guttatus guttatus – förekommer i kustnära östra Brasilien (Paraíba till Espírito Santo)
- guttatoides-gruppen
  - Xiphorhynchus guttatus guttatoides – förekommer i tropiska västra Amazonbäckenet
  - Xiphorhynchus guttatus dorbignyanus – förekommer i tropiska nordöstra Bolivia och östra centrala Brasilien
- eytoni-gruppen
  - Xiphorhynchus guttatus eytoni – förekommer i södra Amazonområdet (Brasilien), söder om Amazonfloden (från floden Madeira till Maranhão)
  - Xiphorhynchus guttatus vicinalis – förekommer i Brasilien söder om Amazonfloden (från floden Madeira till floden Tapajós)
  - Xiphorhynchus guttatus gracilirostris – förekommer i nordöstra (Brasilien, Serra do Baturité, Ceará)

Sedan 2016 urskiljer Birdlife International och naturvårdsunionen IUCN underartsgrupperna guttatoides och eytoni som den egna arten "Lafresnayes trädklättrare" (Xiphorhynchus guttatoides). 

## Levnadssätt
Beigestrupig trädklättrare är en vida spridd fågel i låglänta skogar och skogsbryn. Den ses ofta kring bebyggelse, men är också vanlig i högrest skog.

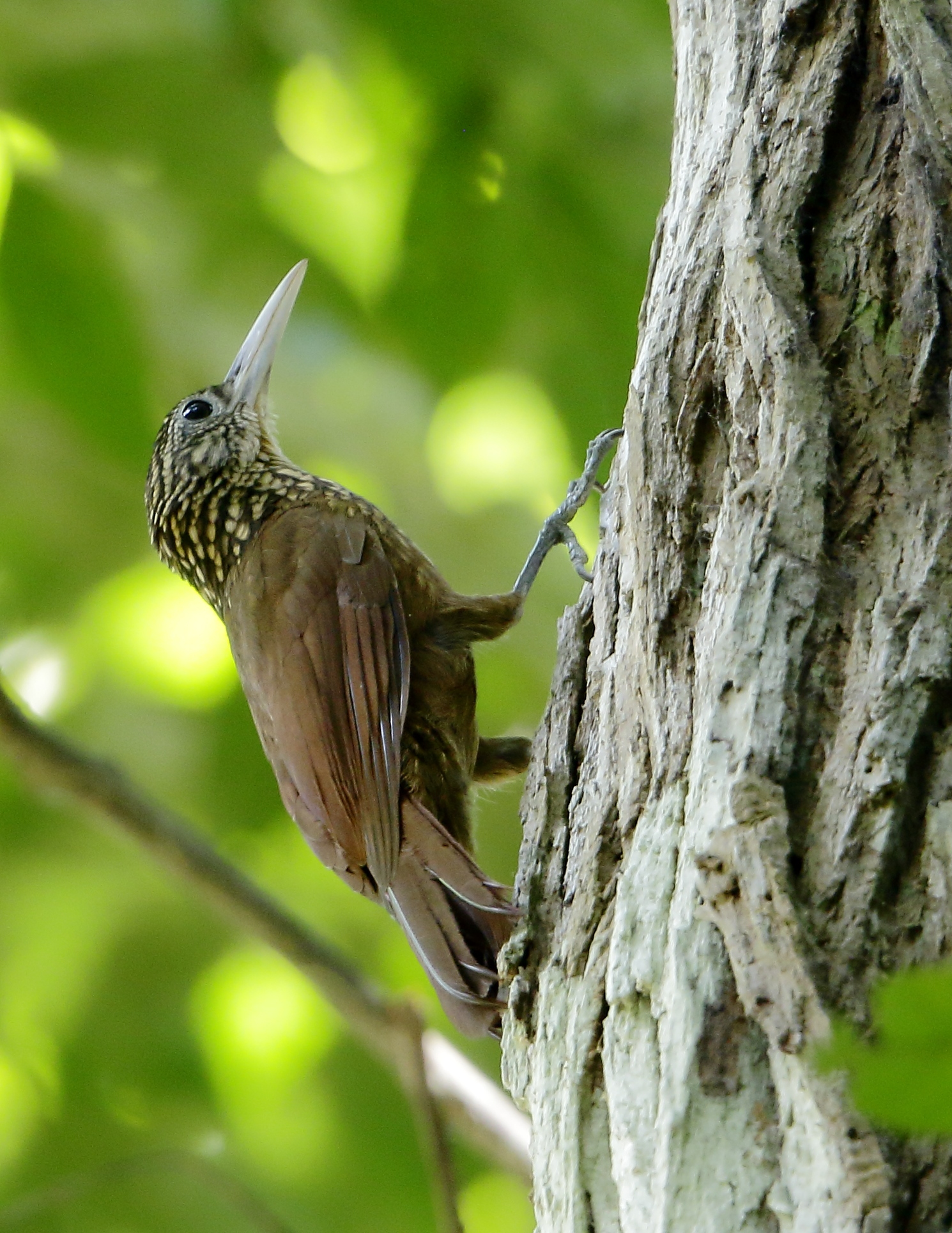

## Status
IUCN bedömer hotstatus för underartsgrupperna guttatoides och eytoni respektive guttatus var för sig, båda som livskraftiga.